# Max-Albert Knus

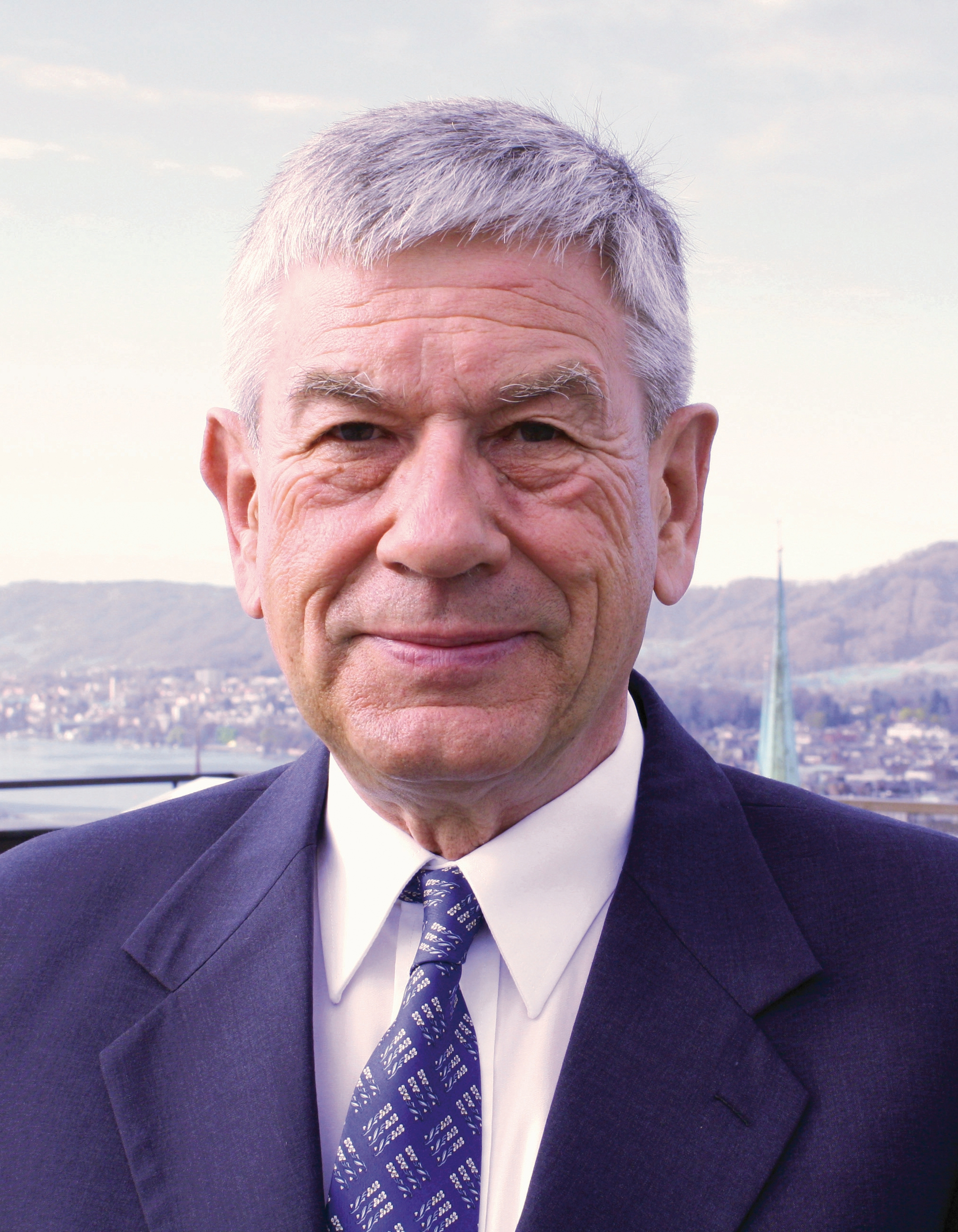
Max-Albert Knus (2014)

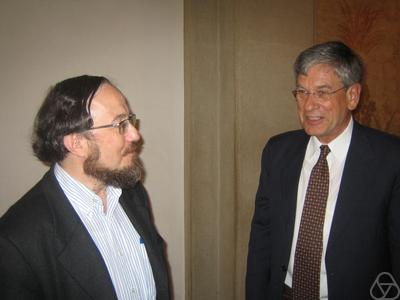
Max-Albert Knus (rechts) mit Don Zagier, 2007

Max-Albert Knus (* 14. April 1942 in Peseux NE) ist ein Schweizer Mathematiker, der sich mit Algebra beschäftigt.
Knus studierte an der ETH Zürich, wo er 1967 bei Beno Eckmann (und K. Chandrasekharan) promovierte (Sur une classe d'algébres filtrés). Danach war er als Batelle-Fellow an der ETH, an der Brandeis University und Chargé de Recherche an der Universität Genf. 1969 wurde er Assistenzprofessor, 1972 ausserordentlicher Professor und 1979 Professor an der ETH Zürich. 1989 bis 1991 war er dort Vorsteher der Fakultät für Mathematik. 2007 wurde er emeritiert.
Er befasste sich mit quadratischen Formen, algebraischen Gruppen, Galoiskohomologie und Algebren-Theorie.
Ab 1997 war er Mitglied des Nationalen Forschungsrats der Schweiz.

## Schriften
- Mit Alexander Merkurjev, Markus Rost, Jean-Pierre Tignol: The book of involutions. American Mathematical Society, 1998.
- Quadratic and hermitian forms over rings. Grundlehren der mathematischen Wissenschaften, Springer, 1991.
- Mit Manuel Ojanguren: Théorie de la descente et algèbres d’Azumaya. Springer, 1974.